# 1-я армия (Королевство Сербия)
1-я армия Королевства Сербия (серб. Прва српска армија) — одна из армий Вооружённых сил Королевства Сербии, созданная в 1912 году. Она принимала участие в Первой и Второй Балканских войнах, а затем в Первой мировой войне, после которой была расформирована. Первая армия была самой крупной по численности в ВС Сербии. Некоторое время ею командовал наследник престола Александр Карагеоргиевич.

## История
Первая армия была создана в 1912 году перед началом Первой Балканской войны. Она насчитывала около 132 тысяч солдат и офицеров и включала в себя следующие подразделения: штаб, Кавалерийскую дивизию, три дивизии 1-й категории призыва (Моравскую, Дринскую и Дунайскую), две дивизии 2-й категории призыва (Дунайскую и Тимокскую) и армейскую артиллерию. Армией командовал Александр Карагеоргиевич, а штаб возглавлял полковник Петар Бойович.

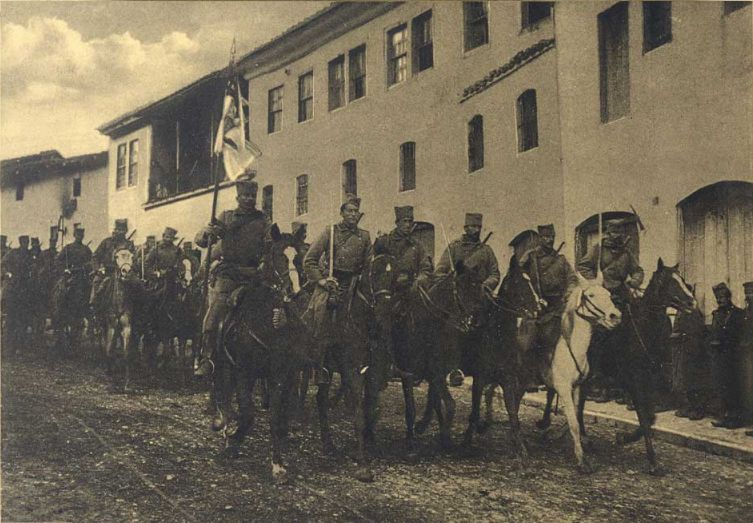
Кавалерия Первой армии занимает Скопье

После начала боевых действий Первая армия вторглась в Османскую империю на территории современной Македонии. В районе Куманова её подразделения вошли в соприкосновение с Западной (Македонской) армией турок. В последовавшем 23-24 октября сражении, известном как битва под Кумановом, турецкие войска были разбиты. Вскоре части Первой армии заняли Скопье, власти которого передали сербам ключи от города, стремясь избежать кровопролития.
Во время Второй Балканской войны Первая армия стала основной мишенью внезапного болгарского наступления, однако ей удалось отразить атаку и удержать большую часть занимаемых позиций.
В 1914 году состав армии изменился. В неё входили штаб, Кавалерийская дивизия, Тимокская дивизия 1-й категории призыва и Тимокская дивизия 2-й категории призыва, Моравская дивизия 2-й категории призыва и Браничевский отряд. Подразделения армии располагались в районах Гроцки, Голубаца, Рачи и Тополы. Ею командовал Петар Бойович, штабом руководил полковник Божидар Терзич.
В Первой мировой войне Первая армия была активно задействована уже в начале сентября 1914 года. Первые атаки сил Австро-Венгрии в августе были отбиты и 6 сентября началось сербское контрнаступление в Среме. Однако уже спустя неделю оно было свёрнуто, части Первой армии вернулись на исходные позиции и до ноября принимали участие в оборонительных боях. 11 ноября под непрерывными атаками противника Первая армия начала отступление в сторону укреплений в районе Валева. В боях был ранен командующий армией генерал Бойович, его сменил Живоин Мишич. Стремясь перегруппировать войска, он продолжил отступление, сумев оторваться от преследовавших сербов сил австро-венгерской армии. Вскоре началась Колубарская битва, в которой силы Австро-Венгрии были разбиты, а сербам удалось освободить ранее оставленный Белград.
Вплоть до осени 1915 года ни сербская, ни австро-венгерская армии не предпринимали крупных операций против друг друга, ослабленные боями в 1914 году. 5 октября 1915 года началось совместное наступление сил Германии и Австро-Венгрии, к которому в ночь на 14 октября присоединилась Болгария. Неся тяжёлые потери, сербская армия постепенно отступала в направлении Албании и Черногории. Эти события в историографии получили наименование «Албанской голгофы». После эвакуации на Корфу уцелевшие сербские части были реорганизованы весной 1916 года. К тому моменту в Первой армии насчитывалось всего 22 988 солдат и офицеров.

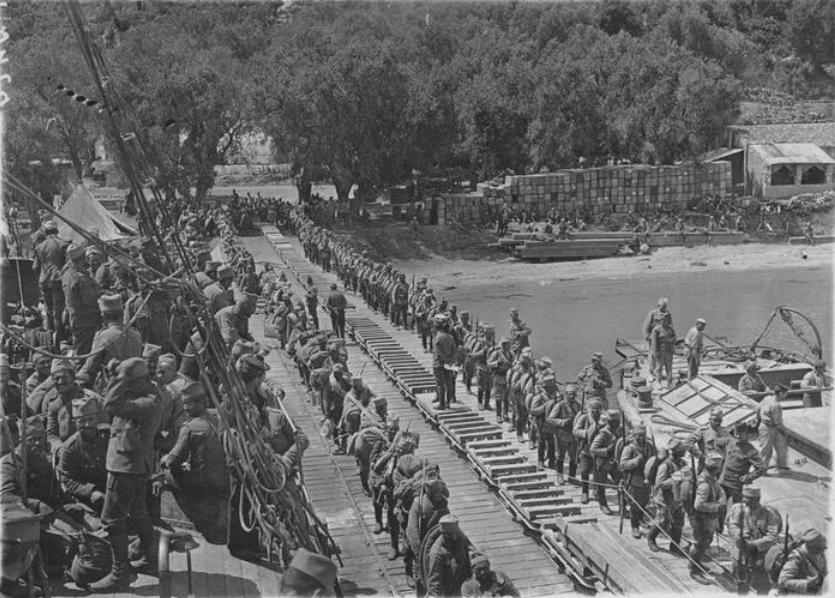
Транспортировка сербских войск на Салоникский фронт

После реформирования в её состав вошли Моравская и Вардарская дивизии, а также тяжёлый артиллерийский полк. Затем армия отправилась на Салоникский фронт, где воевала совместно с французскими и русскими частями. 28 марта 1917 года сербское командование расформировало Третью армию. Вардарская дивизия была передана Второй армии, вместо неё Первая армия получила Дунайскую, Дринскую и Кавалерийскую дивизии. Возглавил её воевода Живоин Мишич.
В сентябре 1918 года Первая армия приняла участие в прорыве Салоникского фронта, в результате чего Болгария была выведена из войны и началось освобождение Сербии. Под руководством вновь назначенного командиром Бойовича армия 10 октября освободила Ниш, 15 октября — Крушевац, а 1 ноября — Белград.
После окончания Первой мировой войны Первая армия была расформирована.

## Командование
| Имя                        | Годы жизни                      | Звание во время командования | Период командования | Фото |
| -------------------------- | ------------------------------- | ---------------------------- | ------------------- | ---- |
| Александр I Карагеоргиевич | 16 декабря 1888—9 октября 1934  | Командующий армией           | 1912—1913           |      |
| Петар Бойович              | 16 июля 1858—19 января 1945     | Генерал                      | 1914, 1918          |      |
| Живоин Мишич               | 7 января 1855—20 января 1921    | Воевода                      | 1914—1918           |      |
| Милош Васич                | 27 февраля 1859—20 октября 1935 | Генерал                      | 1916, 1917          |      |

## Состав
- Штаб армии: 31/26/105/164/89/0/0/0
- Моравская (1-я призывная) дивизия
  - Штаб: (38/17/101/166/97/0/0/0
  - 1-й полк «князя Милоша Великого» (Князь Милош Великий) (73/538/4,198/4,809/484/0/0/4)
  - 2-й полк «князя Михаила» (князь Михаил) (63/237/4,507/4,807/449/0/0/4)
  - 3-й пехотный полк (55/230/4,508/4,793,52/0/0/4)
  - 16-й полк «царя Николы II» (царя Николая II) (82/538/4,198/4,813/484/0/0/4)
  - Моравский полк полевой артиллерии (за вычетом 9 бтр) (30/70/1,319/1,428/1,146/0/32/0)
  - Моравский конный полк (9/79/581/669/740/0/0/4)
  - Пионерский полубатальон (9/72/558/639/91/0/0
  - Телеграфный отряд (2/4/93/97/58/0/0)
  - Оставшиеся подразделения (84/290/2,897/3,271/597/2,486/0/0)
  - Вспомогательный батальон (44/282/2,039/2,365/193/62/0/0)
  - Вспомогательная батарея (1/22/457/480/21/0/0/0)
  - Дополнительный отряд (1/4/59/64/64/0/0)
- Дринская (1-я призывная) дивизия:
  - Штаб дивизии (18/8/125/151/90/0/0)
  - 4-й «Стеванский Неманский полк (Шевен Неман) (63/329/4,354/4,746/455/0/0/4)
  - 5-й полк «Короля Милана» (56/171/4,663/4,890/462/0/0/4)
  - 6-й «Престол Кралевины Александры» Полк (кронпринцесса Alexandra) (61/106/4,581/4,848/474/0/0/4)
  - 17-й пехотный полк (61/184/4,581/4,826/447/0/0/4)
  - Дринский полк полевой артиллерии (44/81/1,437/1,562/1,391/56/36/0)
  - Дринский конный полк (17/11/650/678/676/0/0/4)
  - Пионерский полубатальон (12/32/830/874/180/0/0)
  - Телеграфный отряд (3/9/90/102/69/0/0)
  - Оставшиеся подразделения (84/290/2,897/3,271/597/2,486/0/0)
  - Вспомогательный батальон (28/117/1,120/1,265/231/0/0)
  - Вспомогательная батарея (1/8/1429/448/57/0/0)
  - Вспомогательный отряд (1/4/59/64/64/0/0/0)
  - Вспомогательный отряд (1/4/59/64/0/0/0)
- 1-я Дунайская дивизия
  - Штаб (33/6/112/151/88/0/0/0)
  - 7-й полк «короля Петра I» (66/161/4,597/4,824/467/0/0/4)
  - 8-й «князя Александра» Полк (58/156/4,666/4,80/474/0/0/4)
  - 9-й полк «короля Николая I» (55/100/4,725/4,880/450/0/0/4)
  - 18-й полк «кронпринца Георгия» (55/169/4,629/4,853/469/0/0/4)
  - I Дунайский полк полевой артиллерии (9 батареи) (46/290/1,384/1,720/1,553/0/36/0)
  - I Дунайский конный полк (20/26/601/647/679/0/0/4)
  - Пионерский полубатальон (11/25/280/316/135/0/0/0)
  - Телеграфный отряд (10/16/109/135/63/0/0)
  - Оставшиеся подразделения (89/290/2,897/3,276/597/2,486/0/0)
  - Вспомогательный батальон (43/92/809/344/284/0/0)
  - Вспомогательная батарея (1/22/457/480/55/0/0)
  - Вспомогательный отряд (1/4/59/64/0/0/0)
- 2-я Дунайская (2-я призывная) дивизия: 
  - Штаб (20/8/34/52/70/0/0)
  - 7-й пехотный полк (83/469/3,844/4,396/467/0/0/4)
  - 8-й пехотный полк (80/469/3,844/4,393/467/0/0/4)
  - 9-й пехотный полк (126/469/3,844/4,439/467/0/0/4)
  - 4-й сверхсрочный пехотный полк (65/475/3,897/4,437/499/0/0/4
  - Полевая артиллерия (3 батареи) (14/78/351/443/494/0/0/0)
  - 2-й Дунайский конный полк (10/31/386/427/496/0/0)
  - Пионерский полубатальон (9/61/482/552/85/0/0)
  - Оставшиеся подразделения (65/167/1,752/1,984/337/1,170/0/0)
  - Вспомогательный батальон (49/295/1,525/1,869/171/0/0
  - Отряд пополнения (0/9/155/164/25/0/0/0)
- 2-я Тимокская дивизия
  - Штаб (22/9/39/70/70/0/0/0)
  - 13-й пехотный полк (72/469/3,844/4,385/467/0/0/4)
  - 14-й пехотный полк (76/469/3,844/4,389/467/0/0/4)
  - 15-й пехотный полк (80/469/3,844/4,393/467/0/0/4)
  - Тимокский артиллерийский дивизион (21/80/372/473/60/0/12/0)
  - Пионерский полубатальон (4/61/482/547/85/0/00)
  - Телеграфный отряд (2/1/48/51/33/0/0)
  - Оставшиеся подразделения (60/167/1,752/1,979/337/1,170/0/0)
  - Вспомогательный батальон (31/155/670/856/90/0/0)
  - Вспомогательная батарея (0/9/154/163/25/0/0/0)
- Кавалерийская дивизия:
  - Штаб дивизии: (12/5/32/50/52/0/0/0)
  - 1-я бригада:
    - Штаб (2/1/13/16/21)
    - 1-й кавалерийский полк «Обилиха» (37/103/808/948/962/0/0/4)
    - 3-й кавалерийский полк (37/103/808/948/962/0/0/4)

  - 2-я бригада:
    - Штаб (3/1/13/17/21/0/0)
    - 2-й кавалерийский полк «Цара Душчана» (40/103/808/948/962/0/0/4)
    - 4-й кавалерийский полк «Великог Кнеза Константина Константиновича»
    - Полк (Великого Князя Константина) (46/103/808/948/962/0/0/4)

  - Прочее:
    - Конно-артиллерийская батарея (16/57/281/363/465/0/8/0)
    - Пионерский отряд (3/9/64/76/87/0/0)
    - Телеграфный отряд (3/16/94/113/42/0/0)
    - Оставшиеся подразделения (5/11/127/143/228/0/0/0)
    - Дополнительный кавалерийский эскадрон (6/45/701/752/768/0/0/0)
    - Дополнительный артиллерийский эскадрон (0/5/165/170/26/0/0/0)
- Армейские войска:
  - 1-я и 6-я гаубичные батареи (7/62/236/305/258/0/9/0)
  - 1-я горная батарея (4/24/167/195/109/0/4/0)
  - 120-мм батарея (9/151/1,096/1,256/71/0/7/0)
  - Телеграфный отряд (8/19/154/154/78/0/0)
  - Оставшиеся подразделения (1/16/108/125/12/154/0/0)[8]